# 시주
시주(時柱)는 시각마다 부여되는 간지로, 각 시당 2시간씩 계산한다. 또한 중간시각을 정(正)이라고 한다.

## 지지별 시각
| 지지별로 시각은 다음과 같다. - 자시(子時) : 오후 11시 ~ 오전 1시 - 축시(丑時) : 오전 1시 ~ 오전 3시 - 인시(寅時) : 오전 3시 ~ 오전 5시 - 묘시(卯時) : 오전 5시 ~ 오전 7시 - 진시(辰時) : 오전 7시 ~ 오전 9시 - 사시(巳時) : 오전 9시 ~ 오전 11시 - 오시(午時) : 오전 11시 ~ 오후 1시 - 미시(未時) : 오후 1시 ~ 오후 3시 - 신시(申時) : 오후 3시 ~ 오후 5시 - 유시(酉時) : 오후 5시 ~ 오후 7시 - 술시(戌時) : 오후 7시 ~ 오후 9시 - 해시(亥時) : 오후 9시 ~ 오후 11시 | 또한, 중간시각인 정은 다음과 같다. - 자정(子正) : 밤 12시 - 축정(丑正) : 오전 2시 - 인정(寅正) : 오전 4시 - 묘정(卯正) : 오전 6시 - 진정(辰正) : 오전 8시 - 사정(巳正) : 오전 10시 - 오정(午正) : 낮 12시 - 미정(未正) : 오후 2시 - 신정(申正) : 오후 4시 - 유정(酉正) : 오후 6시 - 술정(戌正) : 오후 8시 - 해정(亥正) : 오후 10시 |

시주 맨 앞에는 천간이 붙여지기 때문에, '자, 인, 진, 오, 신, 술' 앞에는 '갑, 병, 무, 경, 임' 중 하나가 붙여지고, '축, 묘, 사, 미, 유, 해' 앞에는 '을, 정, 기, 신, 계' 중 하나가 붙여진다.

## 일주(日柱)별 시주
시주는 일주(일진)에 따라 시주가 정해지는데, 아래 표와 같다.
| 일간 1 | 일간 2 | 子時 | 丑時 | 寅時 | 卯時 | 辰時 | 巳時 | 午時 | 未時 | 申時 | 酉時 | 戌時 | 亥時 |
| ------ | ------ | ---- | ---- | ---- | ---- | ---- | ---- | ---- | ---- | ---- | ---- | ---- | ---- |
| 甲     | 己     | 甲子 | 乙丑 | 丙寅 | 丁卯 | 戊辰 | 己巳 | 庚午 | 辛未 | 壬申 | 癸酉 | 甲戌 | 乙亥 |
| 乙     | 庚     | 丙子 | 丁丑 | 戊寅 | 己卯 | 庚辰 | 辛巳 | 壬午 | 癸未 | 甲申 | 乙酉 | 丙戌 | 丁亥 |
| 丙     | 辛     | 戊子 | 己丑 | 庚寅 | 辛卯 | 壬辰 | 癸巳 | 甲午 | 乙未 | 丙申 | 丁酉 | 戊戌 | 己亥 |
| 丁     | 壬     | 庚子 | 辛丑 | 壬寅 | 癸卯 | 甲辰 | 乙巳 | 丙午 | 丁未 | 戊申 | 己酉 | 庚戌 | 辛亥 |
| 戊     | 癸     | 壬子 | 癸丑 | 甲寅 | 乙卯 | 丙辰 | 丁巳 | 戊午 | 己未 | 庚申 | 辛酉 | 壬戌 | 癸亥 |

## 같이 보기
- 세차
- 월건
- 일진